# 一川礼山
一川 礼山（いっせん れいざん、生没年不詳）とは、明治時代の浮世絵師。

## 来歴
師系不明、本名は丹羽禮三郎。大坂の人といわれるが明治16年（1883年）の「西川鯉三郎門人番組」には「名古屋　礼山画」、また明治27年（1894年）刊行の『名古屋市独案内』には「白川町　市川禮山」とある。作画期は明治の頃とされ、絵本や中判の役者絵、子供芝居を描く。

## 作品
- 『絵本武勇鏡』　※明治19年（1886年）、名古屋鍋野長三郎出版
- 『怪談百物語』　※同上
- 『昔話大江山入』　※同上
- 『福だわら鼠乃嫁入』　※同上
- 「政おか・嵐璃寛　仁木弾正・尾上松緑」　団扇絵　池田文庫所蔵　※明治4年（1871年）11月、大坂筑後芝居『伽羅先代萩』より
- 「女郎とみ･沢村其答　団七茂兵衛･嵐璃寛」　団扇絵　池田文庫所蔵　※明治8年7月、筑後芝居『岩井風呂時雨傘』より
- 「西川鯉三郎門人番組」　錦絵　国立劇場所蔵　※明治16年
- 「東京子供俳優　矢口の渡」　大判錦絵3枚続　国立劇場所蔵　※明治33年（1900年）
- 「東京子供俳優　先代萩」　大判錦絵3枚続　国立劇場所蔵　※明治33年